# Krzysztof Koszarski
Krzysztof Koszarski (ur. 9 listopada 1959 w Stąporkowie) – polski piłkarz, bramkarz. Wychowanek Radomiaka Radom. W ekstraklasie rozegrał 183 mecze.

## Sukcesy
- mistrzostwo Polski 1990/91 - Zagłębie Lubin